# Jože Pirjevec
Jože Pirjevec, nato Giuseppe Pierazzi (Trieste, 1º giugno 1940), è uno storico e uomo politico italo-sloveno.

## Biografia
Dopo la seconda guerra mondiale si trasferì dalla Jugoslavia con la famiglia, slovena, nel Territorio Libero di Trieste. Nel 1966 si laureò in storia all'Università di Trieste, continuando gli studi a Pisa, Vienna e a Lubiana.
Dapprima si dedicò alla ricerca dei rapporti storici tra l'Italia e i popoli slavi meridionali nell'Ottocento, poi alla storia russa del secondo Novecento e infine, dalla fine degli anni ottanta, alla storia della Jugoslavia tra il 1918 e il 1991, alle guerre jugoslave, ma anche alla storia degli sloveni in Italia.
È stato professore di storia contemporanea dell'Europa orientale all'Università di Padova e di storia dei paesi slavi all'Università di Trieste. È membro dell'Accademia slovena delle arti e delle scienze e capo del dipartimento di storia all'Università del Litorale di Capodistria.
Pirjevec è membro attivo del partito di centro Democrazia Liberale di Slovenia.
Nelle elezioni del 2008 si candidò al parlamento sloveno nel distretto di Sesana, senza tuttavia venire eletto. Negli anni precedenti ha collaborato con il partito della minoranza slovena in Italia, la Slovenska Skupnost.
Nel suo libro Foibe contesta la nozione che gli eccidi jugoslavi, avvenuti a guerra conclusa, siano stati una pulizia etnica compiuta a danno degli italiani per asserire invece che "gli jugoslavi non volevano affatto colpire e tantomeno eliminare gli italiani in quanto tali, ma catturare, perseguire e punire i responsabili e complici dei crimini fascisti e nazisti. I dati disponibili sugli uccisi italiani confermano che si trattava in maggioranza di persone coinvolte nel fascismo e nel collaborazionismo, in particolare come membri delle formazioni militari, paramilitari e di polizia, anche se non colpevoli a livello personale dei crimini commessi sotto quelle insegne".
Pirjevec parla correntemente lo sloveno, l'italiano, il serbocroato, l'inglese, il russo, il tedesco e il francese.

## Opere in italiano
- Niccolò Tommaseo tra Italia e Slavia, Collana Ricerche, Venezia, Marsilio, 1977.
- Storia della Russia del XIX secolo (1800-1917), Padova, Piccin-Nuova Libraria, 1984, ISBN 978-88-299-0280-4.
- Tito, Stalin e l'Occidente, Trieste, Editoriale Stampa Triestina, 1985.
- Trieste, città di frontiera, Trieste, Lint, 1989.
- Il gran rifiuto. Guerra fredda e calda tra Tito, Stalin e l'Occidente, Trieste, Editoriale Stampa Triestina, 1990, ISBN 978-88-7174-015-7.
- Il Giorno di san Vito. Jugoslavia 1918-1992: storia di una tragedia, Collana Saggi, Torino, Nuova Eri, 1993, ISBN 978-88-397-0799-4.
- Pensiero e attività di Josip Vilfan, Bologna, Il Mulino, 1994.
- Serbi, Croati, Sloveni. Storia di tre nazioni, Bologna, Il Mulino, 1995.
- Jože Pirjevec e Milica Kacin-Wohinz, Storia degli sloveni in Italia, 1866-1998, Venezia, Marsilio, 1998, ISBN 978-88-317-7107-8.
- Dal conflitto all'incontro, Vicenza, Rezzara, 1999.
- Le guerre jugoslave, 1991-1999, Collana Biblioteca di cultura storica n.233, Torino, Einaudi, 2001, ISBN 978-88-06-14209-4.
- Foibe. Una storia d'Italia, traduzione di L. Avirovic e M. Rebeschini, Collana Storia n.31, Torino, Einaudi, 2009, ISBN 978-88-06-19804-6.
- Tito e i suoi compagni, Collana Storia, Torino, Einaudi, 2015, ISBN 978-88-06-21157-8.